# Valle di Giosafat

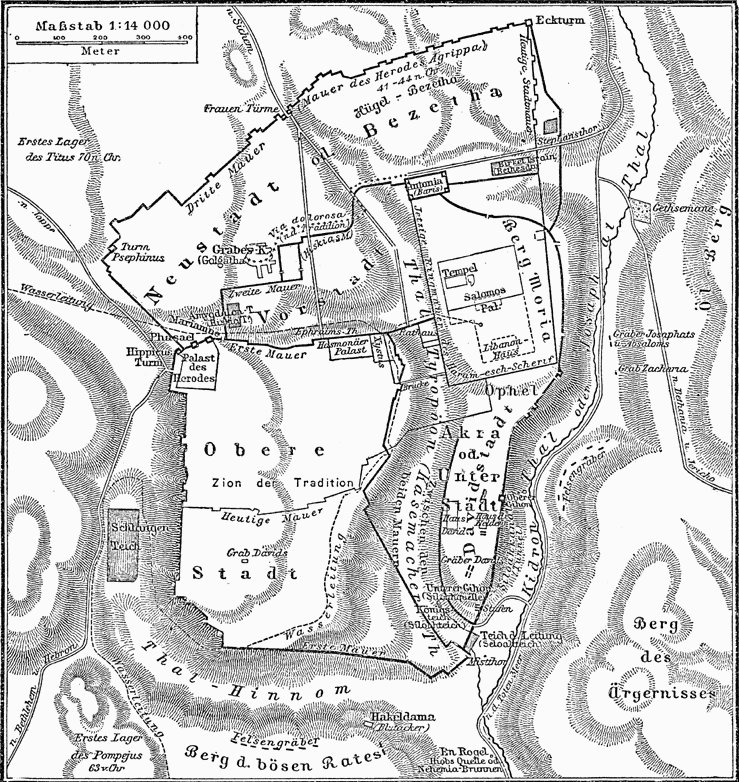
Mappa storica biblica di Gerusalemme, la valle del Cedron (in tedesco qui indicata col nome di Kidron Thal oder Josaphat Thal) si trova ad est delle mura della città (Meyers Konversations-Lexikon, 1885).

La valle di Giosafat o valle di Giosafatte è una valle identificata oggi con una parte del Cedron che si trova esattamente tra il Monte del Tempio o Spianata delle Moschee ed il Monte degli Olivi, a Gerusalemme Est.

## Nella Bibbia
Essa viene menzionata in Gioele 4,2 ed in 4,12.
Nei passi si parla di un'adunata di tutte le nazioni e questo ha fatto pensare che si tratti in effetti del Giudizio universale (Manzoni mette in bocca all'Azzecca-garbugli nel III capitolo de I promessi sposi questa versione). Altri esegeti hanno pensato a un riferimento al successo del re Giosafat contro la coalizione di Moabiti, Ammoniti e Edomiti. Si può inoltre trovare un ulteriore riferimento a questo luogo mistico nella Divina Commedia, nel X canto dell'Inferno dantesco. Infatti l'insegnamento della chiesa ha sempre individuato questa valle come il luogo del giudizio universale.

## Identificazione

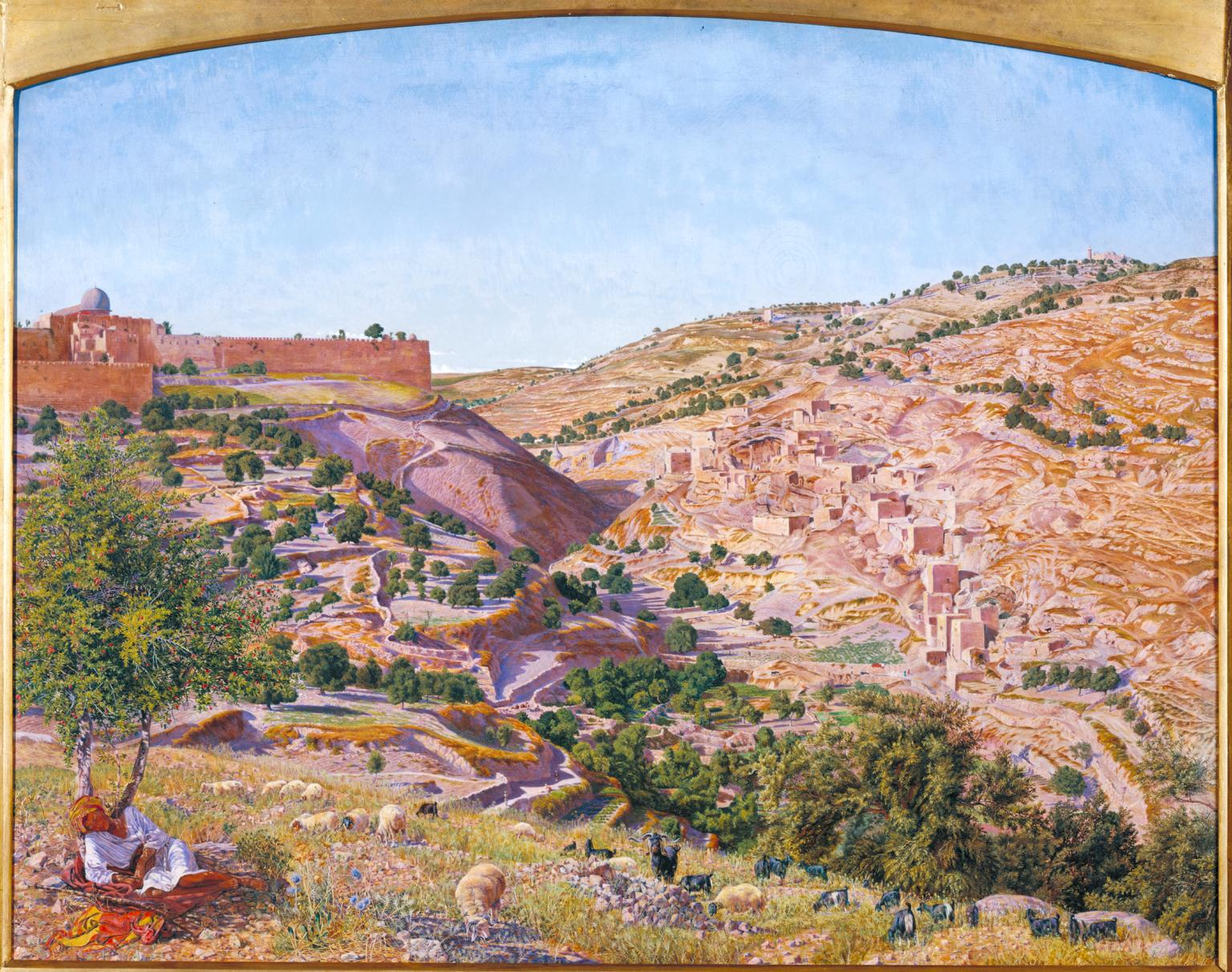
La valle di Giosafat dipinta nel 1854 dal pittore inglese Thomas Seddon.

Oltre al testo biblico, nei secoli si sono date diverse proposte per cercare di identificare concretamente la posizione della valle di Giosafat. Secondo altre interpretazioni, ad ogni modo, si tratterebbe di un luogo meramente immaginario e non avrebbe riscontri a livello geografico.

### Nel deserto presso Teqo'a
Secondo una delle interpretazioni il posto descritto dove Giosafat avrebbe sconfitto la coalizione di Moab, Ammon e Edom potrebbe essere identificato con la valle eufemisticamente chiamata dagli ebrei êmêq Berâkâh ("valle della benedizione"), situata nel deserto di Teqo'a presso Khirbet Berêkût, ad ovest di Khirbet Teqû'a (a circa 18 km da Gerusalemme).

### Parte dell'alta valle del Cedron
Nel IV secolo, l'Itinerarium Burdigalense riporta la valle di Giosafat identificata come la valle del Cedron. Sant'Eusebio e San Girolamo rafforzano questa tesi (Onomasticon), mentre Cirillo di Alessandria sembra identificarla nei suoi scritti come un luogo differente; la prima tradizione giudaica addirittura negava l'esistenza reale di questa valle. L'identificazione con la valle del Cedron era dovuta probabilmente al fatto che qui si trovava la necropoli di Gerusalemme. Giosia sparse sulle tombe dei figli di Israele le ceneri dell'idolo della dea Astarte che era stato bruciato a Cedron (Bibbia, 2 Re, 23:4).
Secondo le indicazioni dell'anonimo pellegrino di Bordeaux, nel 333, la valle era identificata come l'avvallamento presente tra Gerusalemme ed il Monte degli Olivi.
Nella cultura di massa
Il luogo dà il titolo al romanzo d'esordio della critica letteraria Maria Cristina Cabani (Industria e Letteratura, 2025).